# Stockholms gatunamn
För allmän information om gatunamn i Stockholm, se "Gatunamn i Stockholm".
Stockholms gatunamn är ett referensverk som förklarar drygt 5 400 namn på gator, torg, parker och andra allmänna platser i Stockholms 117 stadsdelar, som var fastställda vid utgången av 2020. Även äldre namn behandlas, dock för det mesta bara om de finns kvar under annat namn i nutiden. Verket ingår som nr 50 i serien Monografier utgivna av Stockholms stad. Fjärde upplagan utgavs 2022 och omfattar 784 sidor. 
Första upplagan utkom 1982 (669 sidor), andra upplagan 1992 (698 sidor) och tredje upplagan 2005 (733 sidor). Dessutom utgavs 1986 en nedbantad version som enbart omfattade innerstaden.
Ett flertal personer har på olika sätt bidraget till verkets tillkomst och utveckling. Till de mer centrala hör författaren Per Anders Fogelström, ortnamnsforskaren Nils-Gustaf Stahre och professorn i nordisk namnforskning Staffan Nyström samt Börje Westlund, Jonas Ferenius och Gunnar Lundqvist. Som medarbetare nämns Lars Wikström, Göran Sidenbladh, Lars Cleve och Carl Magnus Rosell. Verkets bakgrund och utveckling beskrivs utförligt i förord och inledning till fjärde upplagan.